# Subligny (Cher)
Subligny – miejscowość i gmina we Francji, w Regionie Centralnym, w departamencie Cher.
Według danych na rok 1990 gminę zamieszkiwało 320 osób, a gęstość zaludnienia wynosiła 19 osób/km² (wśród 1842 gmin Centre, Subligny plasuje się na 823. miejscu pod względem liczby ludności, natomiast pod względem powierzchni na miejscu 799.).